# Miles Messenger
Miles M.38 Messenger là một loại máy bay tư nhân và liên lạc 4 chỗ của Anh, do hãng Miles Aircraft chế tạo.

## Biến thể
Messenger 1
Messenger 2A
Messenger 2B
Messenger 2C
Messenger 3
Messenger 4
Messenger 4A
Messenger 4B
Messenger 5
M.38A Mariner
Handley Page HP.93

## Quốc gia sử dụng
Anh Quốc
- Không quân Hoàng gia
- Boston Air Transport
- Patrick-Duval Aviation
- Tyne Taxis Ltd
- Ulster Aviation

## Specification (Messenger 2A)
Đặc điểm tổng quát
- Kíp lái: 1
- Sức chứa: 3 hành khách
- Chiều dài: 24 ft 0 in (7,32 m)
- Sải cánh: 36 ft 2 in (11,03 m)
- Chiều cao: 7 ft 6 in (2,29 m)
- Diện tích cánh: 191 ft² (17,75 m²)
- Trọng lượng rỗng: 1.450 lb (659 kg)
- Trọng lượng cất cánh tối đa: 2.400 lb (1.091 kg)
- Động cơ: 1 × Blackburn Cirrus Major 3, 155 hp (116 kW)

 Hiệu suất bay 
- Vận tốc cực đại: 135 mph (219 km/h)
- Trần bay: 16.000 ft (4.878 m)
- Vận tốc lên cao: 950 ft/phút (290 m/phút)